# Droga krajowa 13
Die Droga krajowa 13 (kurz DK13, pol. für ,Nationalstraße 13‘ bzw. ,Landesstraße 13‘) ist eine Landesstraße im nordwestlichen Polen.

## Verlauf

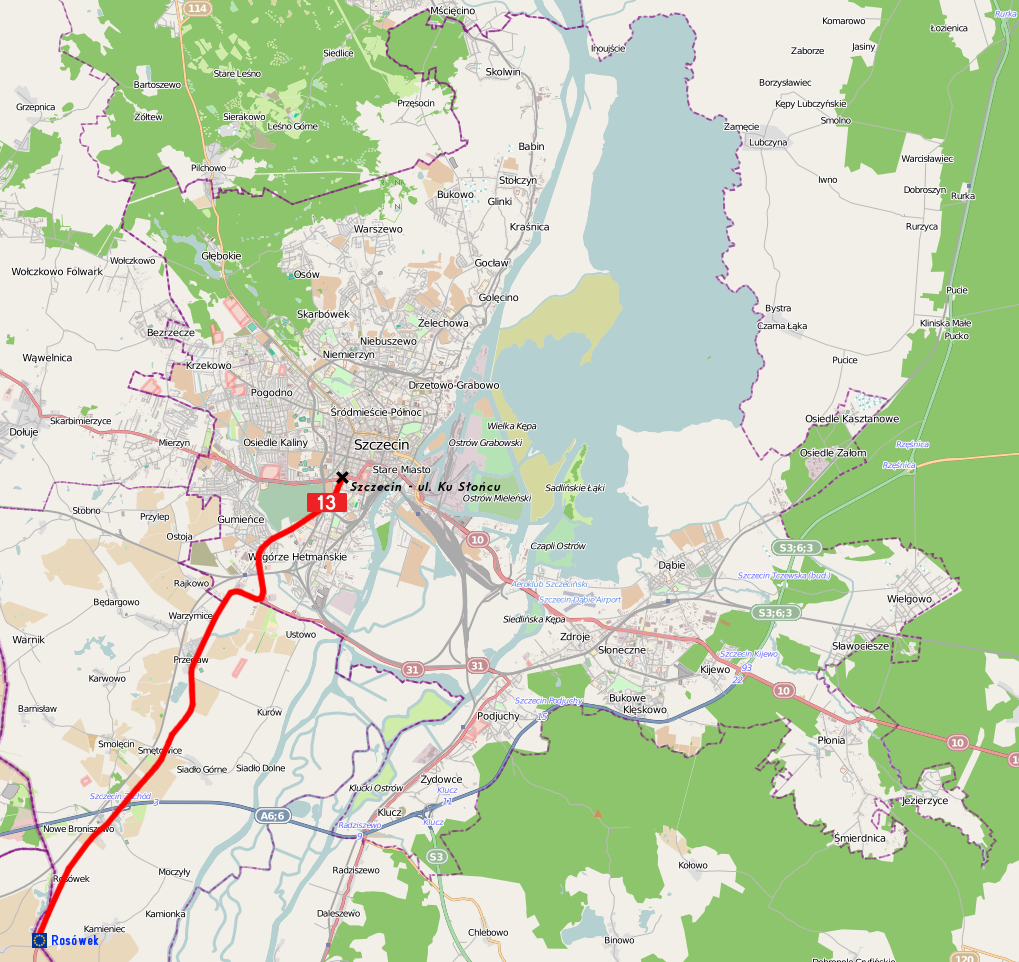
Verlauf der DK13

Die Straße führt von Szczecin (Stettin) in südwestliche Richtung zur deutsch-polnischen Grenze. Auf deutscher Seite geht sie in die Bundesstraße 2 über. Mit einer Gesamtlänge von 15,8 km zählt sie zu den kürzeren Landesstraßen, die auch lediglich innerhalb einer Woiwodschaft, nämlich in der Woiwodschaft Westpommern, verläuft.

## Geschichte
Auf ihrer gesamten Strecke verläuft die Landesstraße auf der Trasse der ehemaligen Reichsstraße 2, die von Dirschau über Danzig, Köslin und Stettin weiter nach Berlin, München und Mittenwald (heute Bundesstraße 2) führte. Vor der Neuordnung des polnischen Straßennetzes 1985 wurde der Abschnitt von Stettin bis zur Autobahnanschlussstelle Szczecin-Zachód als Staatsstraße E74 bezeichnet. Nach dieser Reform wurde der komplette Straßenverlauf der neu geschaffenen Landesstraße 117 zugeordnet. Mit der Reform der Nummerierung vom 9. Mai 2001 wurde die Bezeichnung zur Landesstraße 13 geändert.
Zwischen 1998 und 2005 erfolgte eine Grundsanierung der Straße. Im Stadtgebiet von Stettin wurden die Mieszka I-Straße und die Południowa-Straße komplett und die Autostrada Poznańska-Straße zum Teil vierstreifig aus- und umgebaut. Zusätzlich wurde ein Abschnitt der Cukrowa-Straße modernisiert. Zudem erfolgte der Neubau zweier Kreisverkehre und einer Straßenkreuzung. Als letztes Bauwerk wurde im August 2005 eine Brücke über der Południowa-Straße eröffnet, auf dem die Bahnlinien 408, 409 und 433 verkehren. Außerdem wurde das Teilstück von der Stadtgrenze Stettins bis zur Autobahnanschlussstelle Szczecin-Zachód modernisiert.
Zur Entlastung der Ortschaften Przecław, Warzymice und Kołbaskowo wird aktuell eine Umfahrung dieser Ortschaften gebaut, die zum Teil fertiggestellt ist. Der erste Bauabschnitt wurde am 31. August 2023 dem Verkehr freigegeben. Zukünftig soll der neue Autobahnknoten Szczecin-Zachód entstehen, der die Stadt Stettin auf direktem Wege mit der Autostrada A6 verbinden soll. Die endgültige Fertigstellung der neuen Umfahrung ist für 2026 geplant.

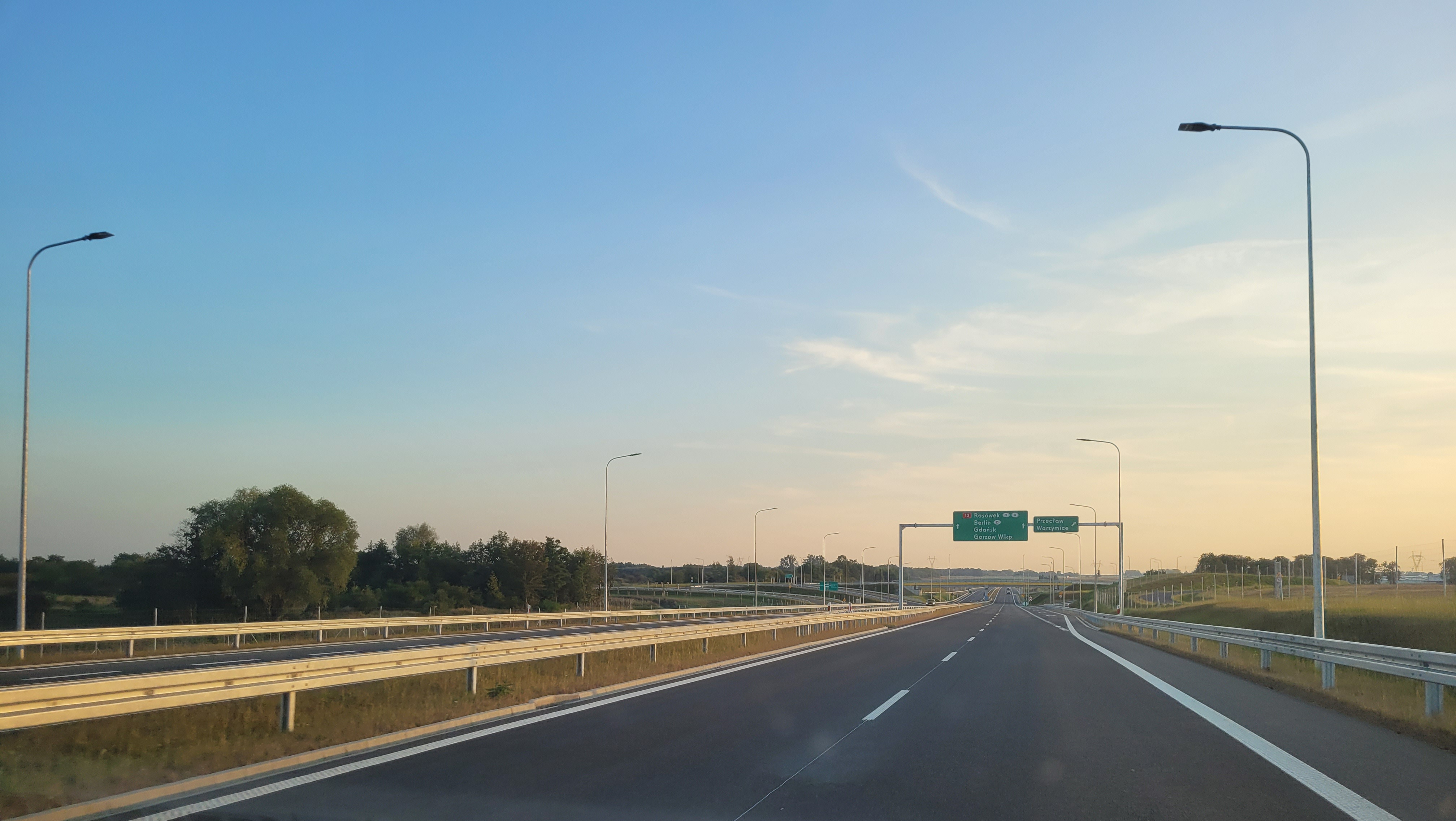
Die 2023 eröffnete Umfahrung von Przecław

Wenn die aktuell in Plan befindliche Nordwestumfahrung Stettins der Droga ekspresowa S6 fertiggestellt wird, soll der Abschnitt zwischen dem neuen Autobahnknoten Szczecin-Zachód und der Ausfahrt Kołbaskowo von der DK13 zur S6 hochgestuft werden.